# Municipio de Spring (condado de Centre)
El municipio de Spring (en inglés: Spring Township) es un municipio ubicado en el condado de Centre en el estado estadounidense de Pensilvania. En el año 2000 tenía una población de 6.117 habitantes y una densidad poblacional de 91.4 personas por km².

## Geografía
El municipio de Spring se encuentra ubicado en las coordenadas 40°54′00″N 77°45′29″O / 40.90000, -77.75806.

## Demografía
Según la Oficina del Censo en 2000 los ingresos medios por hogar en la localidad eran de $39,042 y los ingresos medios por familia eran de $46,632. Los hombres tenían unos ingresos medios de $30,859 frente a los $25,558 para las mujeres. La renta per cápita de la localidad era de $18,896. Alrededor del 7,9% de la población estaba por debajo del umbral de pobreza.